# Real Live Woman
Real Live Woman è l'ottavo album in studio della cantante statunitense Trisha Yearwood, pubblicato il 28 marzo 2000 dalla MCA Nashville.

## Tracce
1. Where Are You Now – 3:10 (Mary Chapin Carpenter, Kim Richey)
2. One Love – 4:25 (Al Anderson, Gary Nicholson, Kimmie Rhodes)
3. Sad Eyes – 4:10 (Bruce Springsteen)
4. Some Days – 3:51 (Mark Selby, Tia Sillers)
5. I Did – 3:53 (Spady Brannan, John Nance Sharp)
6. Try Me Again – 4:28 (Andrew Gold, Linda Ronstadt)
7. Too Bad You're No Good – 3:50 (Paul Craft, Cadillac Holmes)
8. Real Live Woman – 3:55 (Bobbie Cryner)
9. I'm Still Alive – 4:03 (Al Anderson, Matraca Berg)
10. Wild for You Baby – 4:32 (David Batteau, Tom Snow)
11. Come Back When It Ain't Rainin' – 3:14 (Matraca Berg, Harlan Howard)
12. When a Love Song Sings the Blues – 4:27 (Matraca Berg, Ronnie Samoset)

## Classifiche
| Classifica (2000) | Posizione massima |
| ----------------- | ----------------- |
| Stati Uniti       | 27                |